# Victor Raulin

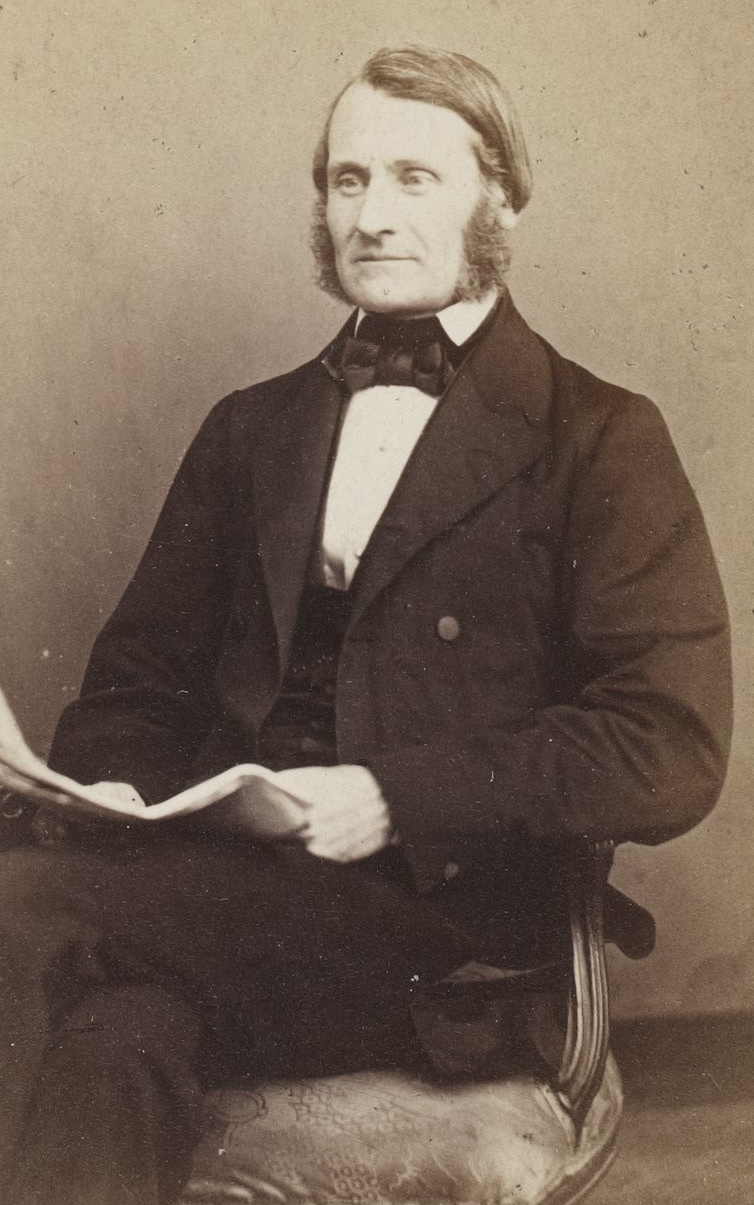
Victor Raulin

Victor Félix Raulin (* 8. August 1815 in Paris; † 10. Februar 1905 in Montfaucon-d’Argonne)  war ein französischer Geo- und Mineraloge sowie Botaniker. Sein offizielles botanisches Autorenkürzel lautet „Raulin“.

## Leben und Wirken
Raulin war Professor für Geologie, Mineralogie und Botanik an der Universität Bordeaux.
Raulin befasste sich auch mit Paläontologie und -botanik. Er veröffentlichte eine Monographie über Geologie und Botanik von Kreta, zur Geologie von Aquitanien, dem Tertiär des Pariser Beckens und des Département Allier. Er befasste sich auch mit Meteorologie.
Raulin war seit 1837 Mitglied der französischen geologischen Gesellschaft.

## Schriften (Auswahl)
- Géologie de la France. 1844.
- Constitution géologique du Saucerrois. 1846.
- Sur les transformations de la flore de l’Europe centrale pendant la période tertiaire. 1848.
- Statistique géologique du département de l’Yonne. 1858 – mit Alexandre Leymérie.
- Description physique de l’île de Crête. 3 Bände und Atlas, 1869–1870.
- Le regne minéral. Hachette 1867.
- Éléments de géologie (géologie de la France): pour l’enseignement secondaire special. Hachette 1868.
- Eléments de géologie: Redigé conformément aux programmes officiels de 1866 pour l’enseignement secondaire spécial. Hachette 1869.